# Arbaoua (kommun)
Arbaoua (franska: Arbaoua (CR), Arbaoua (Commune Rurale), arabiska: لمرابيح) är en kommun i Marocko.   Den ligger i provinsen Kénitra och regionen Rabat-Salé-Kénitra, i den norra delen av landet, 130 km nordost om huvudstaden Rabat. Antalet invånare är 27 312.